# Reims Aviation

Logo von R.A.I.

Reims Aviation war ein französisches, in Reims ansässiges Luftfahrtunternehmen, das sich auf den Bau von Propellerflugzeugen und die Anfertigung von Bauteilen für andere internationale Flugzeughersteller konzentriert. Das Unternehmen wurde 2003 in die zwei unabhängigen Unternehmen Reims Aviation Industries (R.A.I.) und Reims Aerospace geteilt.

## Geschichte
Die Geschichte des Unternehmens beginnt mit dem Flugzeugkonstrukteur Max Holste, der 1933 mit dem zweisitzigen Leichtflugzeug Reims SHB1 sein erstes Flugzeug entwickelte. Im Jahr 1946 gründete er das Unternehmen Max Holste SA, das sich in Reims niederließ. In den 1950er Jahren begann Holste mit der Entwicklung von kleinen Transport- und Passagierflugzeugen. Im Jahr 1960 wurde ein Vertrag mit der Cessna Aircraft Company unterzeichnet, der eine 20-jährige Zusammenarbeit für die Herstellung eines Großteils dieser Propeller-Flugzeugfamilie für den europäischen Markt initiierte.
Im Jahre 1962 wurde Reims Aviation gegründet. Drei Jahre später lieferte der Hersteller mit einer Cessna 172 bereits das 2000. Flugzeug aus. Im Jahr 1967 zog das Unternehmen auf das Flugfeld von Reims-Prunay um, wo die Reims-Cessna 337 ihren Erstflug absolvierte. Zusätzlich zu den Reims-Cessna-Flugzeugen begann Reims Aviation 1970 Rumpfteile für die Dassault Falcon und Mirage IIIS des damaligen Unternehmens Avions Marcel Dassault herzustellen. 

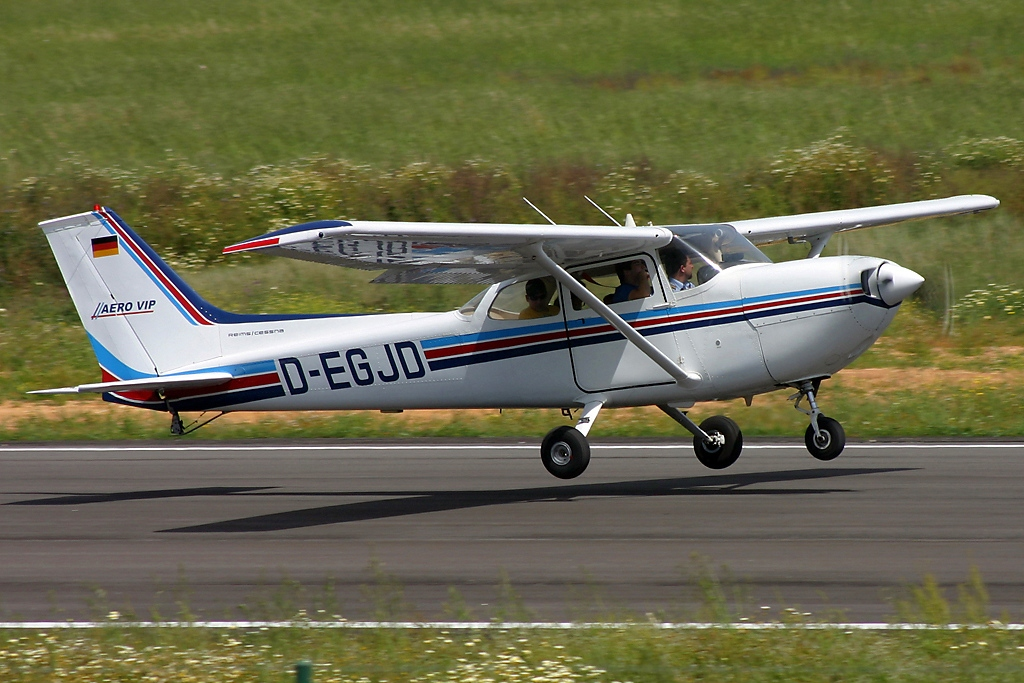
Eine Reims FR172J Rocket

Mit der FR172 Rocket baute Reims Aviation ab 1967 von Cessna unabhängig eine wesentlich leistungsstärkere Version der Cessna 172. Sie ist mit einem Sechszylinder-Einspritzmotor Continental IO-360H mit 210 PS (157 kW) Leistung ausgerüstet und weist sehr gute Kurzstart-Leistungen auf. Der Prototyp (Luftfahrzeugkennzeichen F-BOQN) absolvierte seinen Erstflug 1967. In den Varianten FR172E bis FR172J wurden in Frankreich von 1967 bis 1978 insgesamt 590 Exemplare gebaut. 

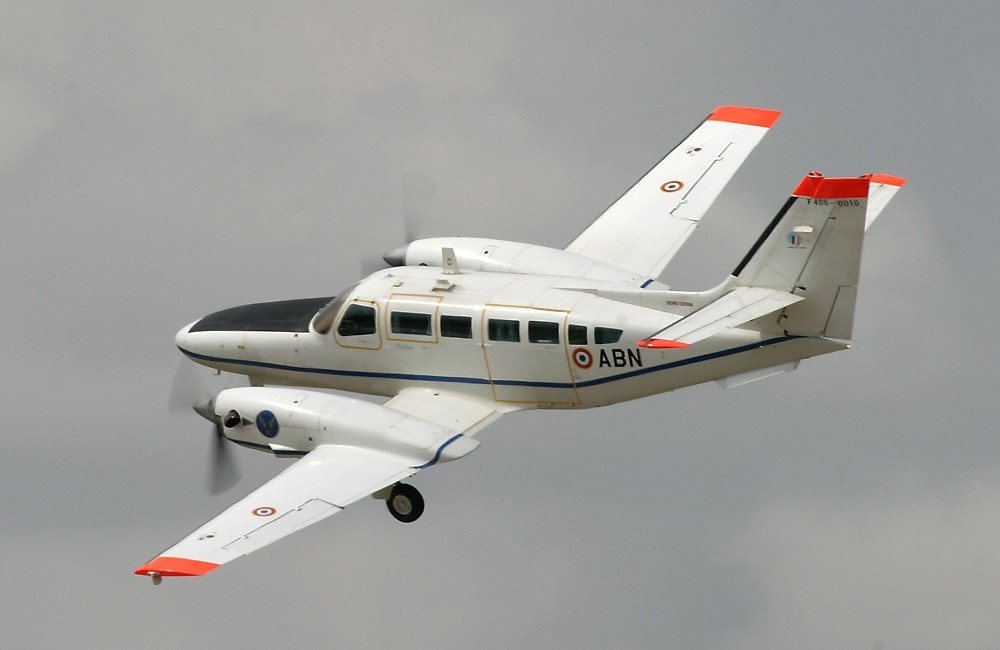
Eine Reims F406 Caravan II

Der Erstflug des zweimotorigen Turboprop-Typs F406 Caravan II fand 1983 statt. 
Die Maschine wurde teilweise aus einer Kombination verschiedener Bauteile der Cessna 404 Titan II, Cessna 425 und Cessna 441 heraus entwickelt. Der Erstflug der Maschine (Kennzeichen F-WLZT) fand am 22. September 1983 statt. Sie ist für bis zu 12 Passagiere ausgelegt, wird aber auch als Fracht- und Überwachungsflugzeug eingesetzt.
Im März 1989 kaufte das Unternehmen CFCI (Compagnie Française Chaufour Investissement) alle Unternehmensanteile von Reims Aviation der Cessna Aircraft Company ab und machte Reims Aviation somit zu 100 % zu einem französischen Privatunternehmen. Gleichzeitig wurde die Produktion von einmotorigen Flugzeugen eingestellt. Am Anfang der 90er Jahre wurde die Produktionsrate der F406 Caravan II gesteigert und es wurden weitere Versionen des Flugzeuges entwickelt. Zusätzlich produzierte Reims Aviation vermehrt Bauteile für Dassault, Airbus, und Embraer.
Im Jahre 2000 fand der Erstflug der F406 SURPOLMAR statt. Das Flugzeug wurde hauptsächlich für polizeiliche See- und Küstenüberwachung entwickelt und stellte für das Unternehmen einen Vorstoß in einen neuen Markt dar. Doch es fanden sich kaum Abnehmer für das Flugzeug. Im Januar 2003 kaufte die französische Gesellschaft Green Recovery die F406-Anteile des Unternehmens auf und gründete das Unternehmen Reims Aviation Industries. Die Produktion der F406 wurde wieder aufgenommen und zwei Flugzeuge konnten vor Mitte des Jahres ausgeliefert werden.
Die subunternehmerischen Aktivitäten von Reims Aviation finden getrennt von R.A.I. statt und sind im Unternehmen Reims Aerospace s.a.s. zusammengefasst. Beide Unternehmen teilten sich jedoch weiterhin den Standort Reims-Prunay.
Insgesamt hat das Unternehmen etwa 7000 Flugzeuge hergestellt und ausgeliefert.
Reims Aerospace wurde 2011 von österreichischen Investoren gekauft und in Novae Aerospace Industry umbenannt. Dieses Unternehmen ist weiterhin in der ehemaligen Reims Aviation-Anlage am Flugplatz Reims-Prunay tätig und produziert Teile für Airbus, Dassault und andere. Im Jahr 2013 ging Reims Aviation in Insolvenz. Im März 2014 wurden die Reste von Reims Aviation Industries verkauft. Das Musterzertifikat und die Produktionsrechte für die F406 wurden an ASI Innovation übertragen. Continental Motors ist seitdem eine Partnerschaft mit ASI Innovation eingegangen, um die Produktion der F406 wieder aufzunehmen. Bisher wurden jedoch keine Flugzeuge gebaut.